# Carlos Ron
Carlos René Ron Corella (16 de diciembre de 1953) es un exfutbolista ecuatoriano.

## Trayectoria
Sus inicios fueron en un club de fútbol amateur llamado Liga Chaupicruz con el cual tuvo la oportunidad de jugar un encuentro en el estadio Olímpico Atahualpa cuando solo tenía 15 años de edad, en ese encuentro tuvo buenas actuaciones que hicieron que fuera llamado a la selección de Pichincha. Posteriormente tuvo un paso fugaz por las categorías juveniles de Sociedad Deportiva Aucas para luego debutar en segunda categoría en 1972.
Después paso a las filas del Club Deportivo El Nacional, siendo este su primer y único equipo de fútbol profesional. Con los puros criollos fue ocho veces campeón de la Serie A de Ecuador ganado el campeonato en 1973, 1976, 1977, 1978, 1982, 1983, 1984 y 1986.

## Selección nacional
Con la selección ecuatoriana disputó 13 partidos y participó en dos ediciones de la Copa América.

### Participaciones en Copa América
- Copa América 1975[2]
- Copa América 1979[2]

## Clubes
| Club        | País    | Año       |
| ----------- | ------- | --------- |
| S.D.Aucas   | Ecuador | 1972      |
| El Nacional | Ecuador | 1973-1987 |

## Palmarés

### Campeonatos nacionales
| Título                 | Club        | País    | Año  |
| ---------------------- | ----------- | ------- | ---- |
| Campeonato Ecuatoriano | El Nacional | Ecuador | 1973 |
| Campeonato Ecuatoriano | El Nacional | Ecuador | 1976 |
| Campeonato Ecuatoriano | El Nacional | Ecuador | 1977 |
| Campeonato Ecuatoriano | El Nacional | Ecuador | 1978 |
| Campeonato Ecuatoriano | El Nacional | Ecuador | 1982 |
| Campeonato Ecuatoriano | El Nacional | Ecuador | 1983 |
| Campeonato Ecuatoriano | El Nacional | Ecuador | 1984 |
| Campeonato Ecuatoriano | El Nacional | Ecuador | 1986 |